# Annie Abrahams
Annie Abrahams (Biest-Houtakker, 17 mei 1954) is een Nederlandse performance kunstenaar gespecialiseerd in video installaties en internet performances, die vaak hun oorspring hebben in het collectief schrijven en collectieve interactie. Haar performances dagen de beperkingen en mogelijkheden van online communicatie en samenwerking uit en stellen deze ter discussie. Abrahams beschrijft haar werk als "een esthetiek van vertrouwen en aandacht" . In 1987 verhuisde zij naar Frankrijk, waar zij o.a. in Montpellier en Nice als beeldend kunstenaar, docent en curator leefde en werkte. Ze exposeerde onder andere in het Centre Georges Pompidou en de Galerie nationale du Jeu de Paume.

## Biografie
Abrahams behaalde in 1978 haar doctoraal (master) in biologie aan de Universiteit Utrecht. Hierna was ze wetenschappelijk onderzoeker en lerares biologie, en in 1985 behaalde ze haar diploma met als hoofdvak schilderen aan de kunstacademie van Arnhem. Vervolgens ging ze in 1987 met een kunsttoelage van de overheid naar Frankrijk, waar ze sindsdien woont. Van 2002 tot 2007 gaf ze les aan de kunstfaculteit van de Universiteit van Montpellier. Ze organiseerde en cureerde verschillende projecten en performances voor Panoplie.
Ze richtte zich aanvankelijk vooral op schilderkunst, collages, installaties en performances. Aan het begin van de jaren negentig begon ze technologie te gebruiken voor haar kunstuitingen en in de loop van de jaren verbreedde ze haar spectrum met videokunst,  mediakunst en internetkunst. Haar eerste werk op het gebied van telepresence toonde ze in 1996 in een galerie in Nijmegen. Verder brengt ze 'networked performance art' voort, ook wel 'cyberformances' of 'internetperformances' genoemd. Het is voor haar een logische keuze, omdat het leven van mensen tegenwoordig voor een belangrijk deel plaatsvindt op het internet, waardoor het voor velen een natuurlijke woonplaats is geworden.
Haar werk werd in bekende musea in Parijs getoond, zoals tijdens exposities in het Centre Georges Pompidou, de Galerie nationale du Jeu de Paume en het Théâtre Paris-Villette, maar ook elders in het land zoals in verschillende CRAC's (Centres régional d'art contemporain) zoals die van Sète (Languedoc-Roussillon). Ook werd haar werk in andere landen getoond zoals in de musea voor hedendaagse kunst in Ljubljana (CONA), Zagreb, Castellón de la Plana en Tokio, de HTTP Gallery in Londen en het Black Mountain College Museum + Arts Center in Asheville (North Carolina).

## Galerij

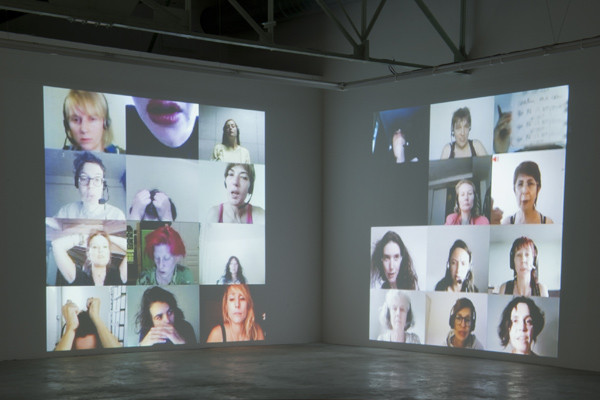
Expositie van Abrahams in het Centre régional d'art contemporain Languedoc-Roussillon

- Bibliothèque nationale de France: cb165706092 (data)
- Gemeinsame Normdatei: 1031315438
- International Standard Name Identifier: 0000 0003 9998 9551
- RKD-Nederlands Instituut voor Kunstgeschiedenis: 98764
- Virtual International Authority File: 295451590
- WorldCat: E39PBJqBrCMQhrhvBmd8xCWCcP